# ОЦ-69
ОЦ-69 — перспективный бесшумный стрелково-гранатомётный комплекс разработки Тульского КБП.

## Тактико-технические данные
Оружие построено по схеме «булл-пап», предназначено для манёвренного боя в условиях стеснённого пространства и ограниченной видимости (замкнутые помещения, плотная застройка или сильно пересечённая местность). За основу взят пистолет-пулемёт под патрон .45 ACP (11,43×23 мм) с бесшумным подствольным гранатомётом калибра 30 мм. Ударно-спусковой механизм оружия позволяет вести огонь одиночными выстрелами и очередями. Уникальной особенностью оружия является система питания из отъёмных коробчатых четырёхрядных магазинов на 40 патронов. Каждый магазин состоит из двух независимых отсеков, причём их конструкция позволяет стрелку выбирать, какой из отсеков использовать в данный момент. Гранатомёт комплекса позволяет вести огонь заряжаемыми с дула выстрелами типа ВОГ-30, бесшумность стрельбы обеспечивается запиранием пороховых газов внутри гранатной гильзы.